# Fidget spinner

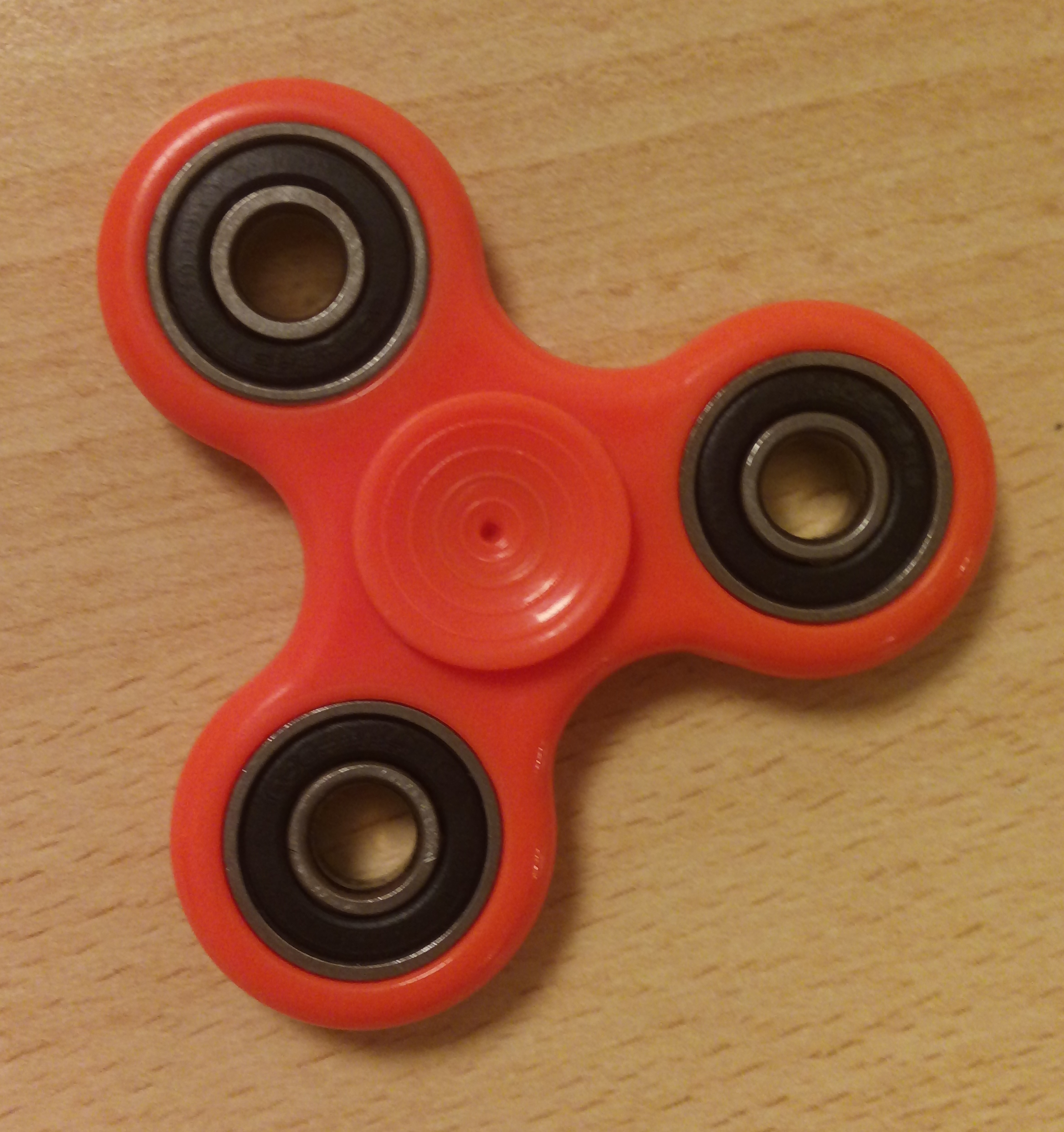
Fidget spinner

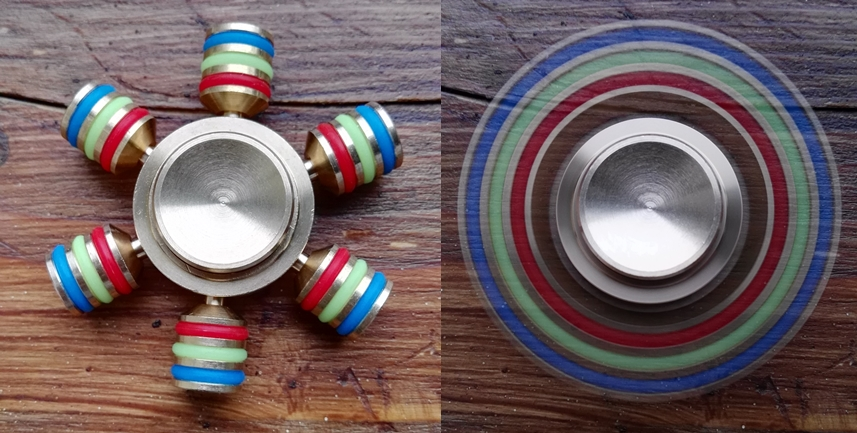
Een fidget spinner met zes bladen: stilstaand en draaiend.

Een fidget spinner of handspinner is een speeltje dat oorspronkelijk bedoeld is om iets in de handen te hebben om mee te 'friemelen'. Een fidget spinner bestaat uit een vorm van plastic, hout of metaal met een kogellager in het midden. De kogellager in het midden wordt tussen duim en wijsvinger gehouden waarna men met een andere vinger een zetje geeft om het speeltje te laten draaien. Door extra massa (zie traagheidsmoment) kan een spinner langer blijven draaien. Hiervoor worden soms ook kogellagers gebruikt. Deze hebben geen draaiende functie maar fungeren alleen als gewicht. Er zijn spinners in diverse soorten en maten. De prijs begint bij een paar euro en loopt op tot honderden euro's.

## Geschiedenis van de spinner
Het succes van de spinner komt voort uit een combinatie van factoren. Tussen 1999 en 2004 was er een animatieserie waarin kinderen het tegen elkaar opnamen met tollen. Deze tollen (Beyblades) werden ook als speelgoed verkocht. In 2010 ging de film "Inception" met Leonardo Di Caprio in première. In deze film is er een centrale rol voor een tol.
Er is een markt van voornamelijk volwassen mannen die veel willen betalen voor een professionele tol. Deze tollen werden met de hand gemaakt door vakmensen die ook messen maken. In 2014 was er een Kickstarter-project van "Forever Spin" om de legendarische tol uit "Inception" aan te bieden. Het instapmodel kostte ongeveer €30,-. Dit project was erg succesvol en hielp de markt van professionele tollen groeien. Ook kinderen die eerder met Beyblades speelden, waren nu wat ouder en hadden budget om de duurdere tollen ook te kopen.
In 2016 was er opnieuw een erg succesvol Kickstarter-project dat een bijdrage leverde aan de opkomst van de fidget spinner; "de fidget cube". Een kleine plastic kubus met knopjes om mee te 'friemelen'. Ze hoopten op $15.000,- maar kregen $6.465.690,- van meer dan 150.000 kopers. Er was een behoefte aan iets om mee te friemelen in de hand.
De echte bedenker van de handspinner is Scott McCoskery uit Seattle. Hij bedacht en maakte de Torqbar. In oktober 2015 startte hij een GoFundMe-campagne om de torquebar beter en sneller te kunnen maken. Deze eerste echte handspinner kostte $139,- en was vrijwel non-stop uitverkocht. Voornamelijk kopers van professionele tollen en handgemaakte messen kochten deze torqbar. Er kwamen vanzelf meer makers van handspinners en de prijs van de metalen handspinners daalde.
De snelle opkomst van betaalbare 3D-printers had ook een belangrijk aandeel in het succes. Er werden modellen van handspinners op sites gezet waar 3D-bestanden gedeeld worden. Gemakshalve werd er bij deze modellen gebruik gemaakt van drie standaard skate lagers omdat deze overal hetzelfde en verkrijgbaar zijn. Rond januari 2017 bleek het model met drie extra lagers (voor gewicht) de standaard te worden.
In december 2016 was het nog een duur speeltje voor volwassenen, in mei 2017 sloeg de rage wereldwijd aan bij kinderen en kon het aanbod de vraag niet aan. Een maand later maken de standaard spinners plaats voor meer unieke modellen.

## Meeliften op het succes
Verschillende media schreven de uitvinding van de handspinner in 2017 toe aan de Amerikaanse Catherine Hettinger. In 1993 bedacht ze een plastic schijf met een bult die men op je vinger kan laten draaien, vergelijkbaar met de Chinese borden uit de circusact. Ze bedacht het speeltje om haar drukke zoontje van zeven rustig te krijgen, en later werd het ding inderdaad gebruikt door kinderen met ADHD, Autisme of ADD. Ze kreeg op 7 januari 1997 een patent, maar een succes werd het niet. In 2001 verlengde ze het patent met vijf jaar, maar in 2005 liet ze het verlopen. Hettinger verklaarde later tegenover Bloomberg News dat ze verbaasd was toen ze op Wikipedia las dat zij de uitvinder van de handspinner is. Ze dacht aanvankelijk dat een van haar vrienden de pagina had aangemaakt. Bloomberg liet twee experts op het gebied van octrooirecht naar het patent kijken. Zij kwamen tot de conclusie dat het patent waarschijnlijk niet de producten dekt die in 2017 een rage werden. Hettinger: "Laten we maar zeggen dat de uitvinding aan mij wordt toegeschreven. Weet je, 'Wikipedia beweert', of zoiets."

## Het spelelement
Spinners kan men in de hand laten draaien of op een andere ondergrond. Men kan een wedstrijd doen welke spinner het langst draait na een keer aanduwen. Men kan een spinner op de vingers balanceren. Ten slotte zijn er tal van trucs mogelijk met handspinners.